# Сфинцишори
Сфинцишо́ри (рум. sfințișori) — «маленькие святые» или мученычи (рум. mucenici) — «мученики» —  традиционная выпечка молдавской и румынской кухонь. Готовится на день Сорока Севастийских мучеников, который празднуется в Молдове и Румынии 9 марта (22-го по юлианскому календарю).

## Описание
Отличительной чертой сфинцишоров и мученычей является их форма: обычно они делаются в форме «восьмерки». Традиционно женщины в праздник делают 40 мученычей, а мужчины выпивают 40 стаканов вина.
В разных регионах они выглядят по-разному. В Молдове их называют «сфинцишори» и делают пышными, из муки, яиц, молока, сахара и дрожжей. Их также покрывают медовой глазурью и посыпают измельченными орехами или кокосовой стружкой. 
В Добрудже и Мунтении их называют «мученики» и варят в воде, символизирующей озеро, в котором стояли Сорок мучеников. Добавляют орехи и корицу.

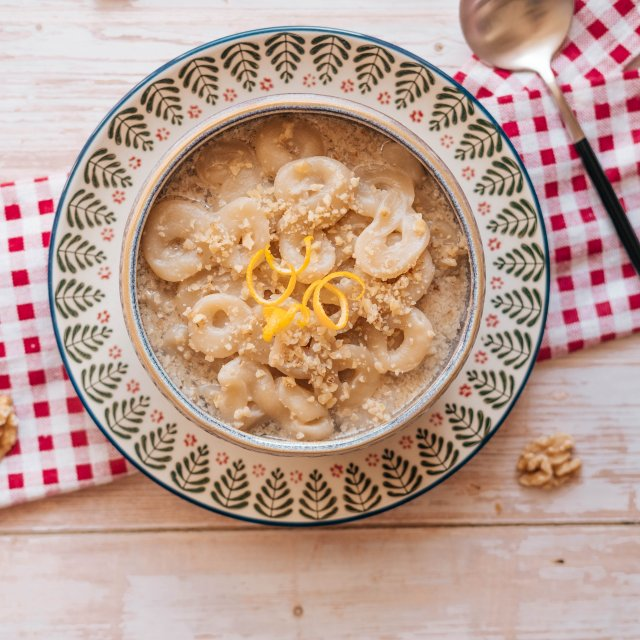
Румынские мученычи
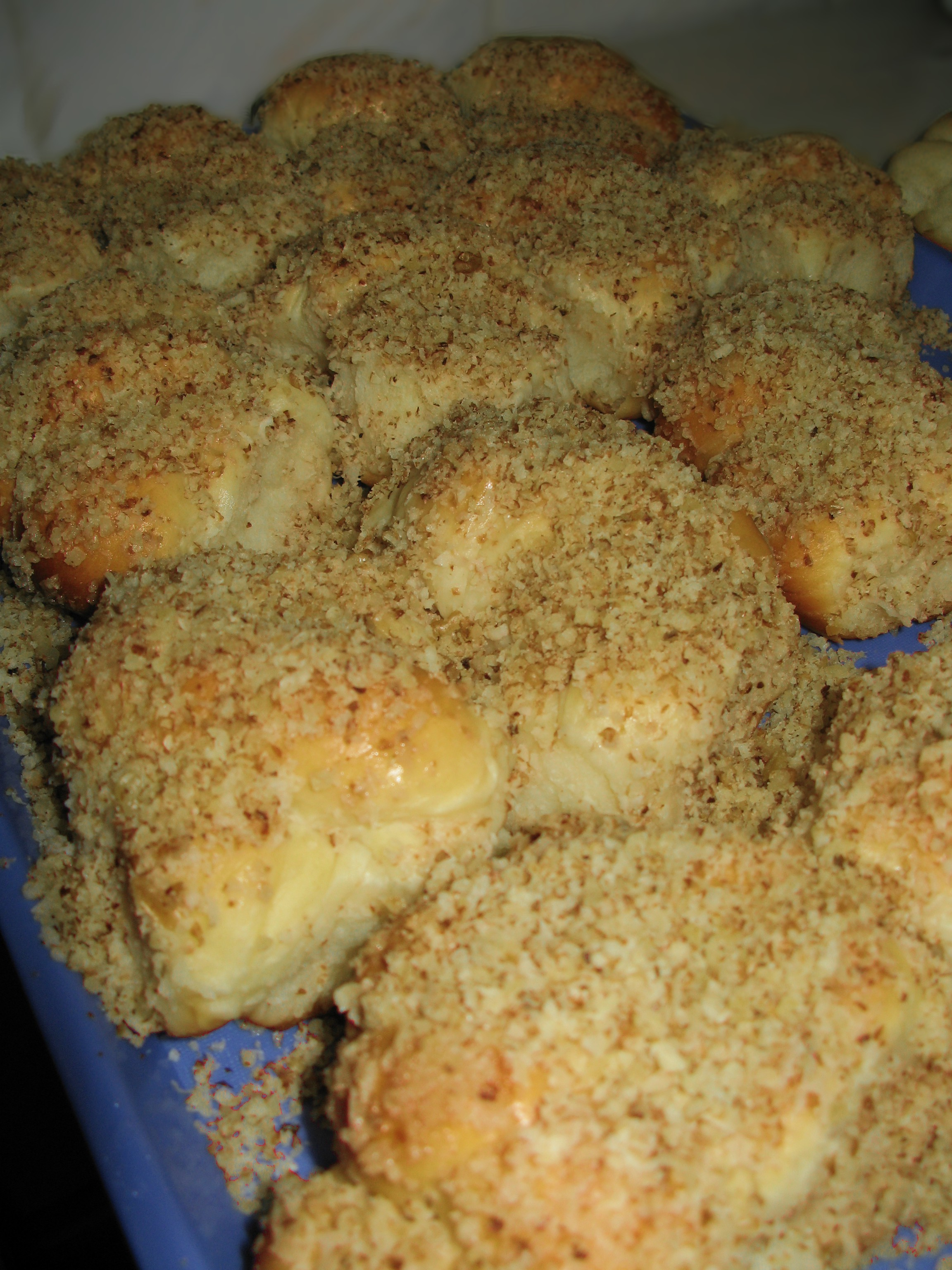
Сфинцишори